# Herbert Reinecker
Herbert Reinecker (Hagen, 24 dicembre 1914 – Starnberg, 27 gennaio 2007) è stato uno scrittore, autore televisivo e produttore televisivo tedesco. Scrisse anche con gli pseudonimi di  Alex Berg e Herbert Dührkopp. Reinecker ottenne particolare fama attraverso l'ideazione e la sceneggiatura di alcune serie televisive tedesche quali Der Kommissar, L'ispettore Derrick e (all'inizio) Siska.

## Gli anni del nazismo
Nato ad Hagen (Vestfalia), da un ferrovierie, all'età di 15 anni già collaborava con l'Hagener Zeitung, giornale per il quale scriveva storie nella pagina culturale. Nell'aprile 1932 entrò nella sezione aeronautica della Hitler-Jugend (Gioventù hitleriana). Nel 1935 dopo aver conseguito la maturità divenne caporedattore a Münster della rivista Unsere Fahne, prodotta congiuntamente dalla direzione territoriale della Vestfalia della HJ e dall'Ufficio Giovanile Regionale. Dall'aprile 1935 l'occupazione principale di Reinecker fu all'ufficio stampa e propaganda della Reichsjugendführung (Direzione della Gioventù del Reich). Nel gennaio 1936 si trasferì a Berlino dove divenne caporedattore della rivista Der Pimpf ("Il ragazzino"), che parlava dei metodi di allenamento e rivolta in particolare ai membri del Deutsches Jungvolk, cioè la sezione della HJ composta dai giovani tra i 10 ed i 14 anni (la versione nazista dei balilla). Nello stesso anno fu anche coeditore del libro "Jugend in Waffen" ("Gioventù armata"). Nel 1938 Reinecker passò alla Franz-Eher-Verlag, la casa editrice di regime. Si sposò con Angela Schmikowski, da cui ebbe una figlia ed un figlio. La coppia si separò nel 1954. Intanto Reinecker frequentò presso la Tobis-Filmgesellschaft un corso per sceneggiatori. 
Durante la seconda guerra mondiale operò come giornalista di guerra in una Compagnia di propaganda delle Waffen-SS in Romania, Russia, Fiandre e in Pomerania. Durante gli anni della guerra produsse alcune opere teatrali di stampo propagandistico (Die Stunde des Triumphes, Das Dorf bei Odessa e Leuchtfeuer). Reinecker si ammalò di dissenteria e rischiò seriamente di morire.
Nel 1942 Reinecker divenne anche caporedattore di Junge Welt, la principale rivista della Hitler-Jugend. Fu assegnato all'ufficio stampa e propaganda della Reichsjugendführung ed il 1º novembre 1943 entrò nella NSDAP (tessera numero 9.642.252). Nel dicembre 1942 ci fu la prima rappresentazione del suo Das Dorf bei Odessa, una commedia antisovietica che descriveva la vita dei cittadini di etnia tedesca in Unione Sovietica e che divenne una delle commedie più rappresentate durante gli anni del nazionalsocialismo. Nel 1944 la sua sceneggiatura per il film di propaganda giovanile Junge Adler ("Giovani aquile") fu trasposta cinematograficamente dall'amico Alfred Weidenmann. Il 5 aprile 1945 scrisse l'ultimo editoriale per il giornale delle SS Das Schwarze Korps.

## Dopo la guerra
Dopo la guerra le sue richieste d'impiego come giornalista vennero sistematicamente rifiutate. Inizialmente Reinecker si mantenne a galla come direttore e autore unico di una rivista culturale nel Palatinato. Scrisse romanzi, numerosi racconti e dal 1947 anche i testi per il cabaret Ulenspiegel di Colonia. Negli anni cinquanta e sessanta Reinecker divenne un richiestissimo sceneggiatore, ad esempio per i film della serie Edgar-Wallace. Ricevette anche alcuni premi per alcuni lavori cinematografici fatti insieme ad Alfred Weidenmann. Con lo pseudonimo di Herbert Dührkopp dal 1951 produsse anche dei radiodrammi per la NWDR. Nel 1959 Reinecker sposò la seconda moglie, con la quale rimase fino alla morte.
Nelle zone di influenza sovietica e nella Germania dell'Est molte delle sue opere furono incluse nella Liste der auszusondernden Literatur, un elenco (in quattro volumi) delle letture bandite.
Il suo approccio al cinema degli anni Sessanta è legato ai film basati sulle novelle di Edgar Wallace. Altri suoi soggetti per la tv - autentici sceneggiati in più puntate - divennero dei grandi successi; si ricordino Der Tod läuft hinterher, Babeck, 11 Uhr 20. Alla fine degli anni sessanta Reinecker ed il produttore bavarese Helmut Ringelmann vollero creare un perfetto poliziotto tedesco. Crearono la figura del commissario Keller nella serie Tv  Der Kommissar la cui parte fu assegnata all'attore Erik Ode. La serie venne lanciata nel 1969 diventando un enorme successo. Nel 1973 Reinecker e Ringelmann iniziarono una serie simile, L'ispettore Derrick, e nel 1998 ancora una serie poliziesca, Siska, di cui Reinecker scrisse il format ed i primi quattro episodi. Oltre a questo ci furono però anche altre serie e speciali televisivi come Jakob und Adele, Eine Frau bleibt eine Frau con Lilli Palmer, La nave dei sogni e Georg Thomallas Geschichten.
Herbert Reinecker amava viaggiare, andare in barca a vela e giocare a golf. Intorno al 2000 Reinecker smise di scrivere poiché gravemente malato: ultimamente, a causa di una malattia agli occhi, non era più in grado di scrivere ed era costretto a dettare le sue sceneggiature su nastro.
Reinecker morì il 27 gennaio del 2007 all'età di 92 anni nella sua casa di Kempfenhausen, nel comune di Berg, sul lago di Starnberg.

## Filmografia
- La famiglia Trapp (Die Trapp-Familie), regia di Wolfgang Liebeneiner (1956)